# Can Carbonell (Cabrils)
Can Carbonell és una masia de Cabrils (Maresme) inclosa a l'Inventari del Patrimoni Arquitectònic de Catalunya.

## Descripció
Es tracta d'una masia del mateix grup que Can Vives. Pot assignar-se al segle xvii (i així ho testimonia el gravat de la porta principal de la masia; 1759). Té els tres cossos a la façana fet que li dona un aspecte basilical. Conservació dels esgrafiats amb els dons tons arrebossats (el to de la sorra i el to de la calç), dels resseguits de les obertures de pedra granítica del gravat i els carreus cantoners ben tallats.